# Средний Щугор
Средний Щугор — река в России, протекает по Чердынскому району Пермского края. Устье реки находится в 33 км от устья реки Щугор по левому берегу. Длина реки составляет 12 км.
Исток реки на южных склонах горы Новый Путь (227 м НУМ) в 5 км западнее южной оконечности Чусовского озера. Река течёт на юг, в нижнем течении поворачивает на запад. Всё течение проходит по ненаселённому лесу.

## Данные водного реестра
По данным государственного водного реестра России относится к Камскому бассейновому округу, водохозяйственный участок реки — Кама от водомерного поста у села Бондюг до города Березники, речной подбассейн реки — бассейны притоков Камы до впадения Белой. Речной бассейн реки — Кама.
Код объекта в государственном водном реестре — 10010100212111100006505.